# Seniorweb Schweiz
Seniorweb Schweiz ist ein Schweizer soziales Netzwerk. Es wird als Non-Profit-Organisation für die Generation 50plus von Senioren in Freiwilligenarbeit betrieben. Als Trägerschaft dient die Stiftung Pro Seniorweb, betrieben wird die Plattform von Seniorweb AG.

## Entstehung und Betrieb
Seniorweb ist seit 1998 mit seiner Website seniorweb.ch im Internet präsent. Gegründet wurde Seniorweb mit dem Ziel, eine Austauschplattform von und für Senioren zu schaffen und so der älteren Generation das «Netz der Netze» nahezubringen und deren Internet-Kompetenz zu stärken. Entstanden ist eine vielfältige Website mit redaktionellen Beiträgen, verschiedenen Angeboten und zahlreichen Austausch-Foren.
Ab 1995 wurde auf europäischer Ebene nach Möglichkeiten gesucht, die ältere Generation mit den vielfältigen Möglichkeiten des neuen Mediums Internet bekannt zu machen. Der Zürcher Unternehmer Arthur von Arx war aufgrund seiner Kontakte als Mitglied des Generalrats von EURAG, dem 1960 gegründeten Bund der älteren Generation Europas, an den ersten Bemühungen um internationale Vernetzung beteiligt. Auf nationaler Ebene entstand daraus die Schweizer Plattform seniorweb.ch.
Dank einer mehrjährigen Anschubfinanzierung durch Migros-Kulturprozent und Pro Senectute konnte der Betrieb der Website gewährleistet werden. 2003 wurde der Betrieb von Freiwilligen übernommen und die private Trägerschaft in einen Verein überführt. Der Verein wurde 2008 nach einer Umorganisation in die Stiftung Pro Seniorweb umgewandelt. Die Stiftung ist einzige Aktionärin der Seniorweb AG, die von einem ehrenamtlichen Verwaltungsrat und einem Führungsteam operationell geführt wird. Seit 2009 wird der Verwaltungsrat von Anton Schaller präsidiert. Dem Stiftungsrat gehören Anton Schaller (Präsident), Corina Preiswerk (Delegierte des Verwaltungsrates), Gerhard Pfister, Jürg Bachmann und Linus Baur an. Die Geschäftsleitung bilden Anton Schaller (CEO a. i.), Linus Baur (Chefredaktor), Barbara Kobel Pfister (Finanzchefin) und Christine Weidmann (Admin/Learncenter).
Gestaltet wird seniorweb.ch fast ausschliesslich von freiwilligen Senioren, die in den Bereichen Redaktion, Lerncenter, Support, Finanzen und Administration mitwirken. Finanziert wird die Website vorab durch Mitgliederbeiträge und Werbeeinnahmen. Seit 2014 verfügt Seniorweb über einen festen Geschäftssitz mit Schulungsraum in Zürich.

## Angebot
Seniorweb ist laufend dabei, seine Aktivitäten neu auszurichten und zu erweitern, seine Dienstleistungen zu professionalisieren und neuen Anforderungen anzupassen. 2014 wurde die Seniorweb-Homepage mit den drei Hauptbereichen Lernen, Wissen, Teilen neu gestaltet. Dabei stand fest, dass Seniorweb primär die digitale Kompetenz von Senioren stärken will. Die Website präsentiert sich aktuell überwiegend als Onlinemagazin ohne Beteiligung aussenstehender Mitglieder.
Seniorweb verfügt über ein eigenes Lerncenter in Zürichs Zentrumsnähe, in welchem Sprechstunden und Kurse zu aktuellen digitalen Themen vermittelt werden. Erfahrene Coaches bieten Services und Dienstleistungen an, die speziell für die ältere Generation entwickelt worden sind. Die Angebote werden laufend den Trends und Bedürfnissen der Kunden angepasst.
Seniorweb verfügt weiter über eine eigene Redaktion, die lesenswerte Beiträge und Kolumnen zu unterschiedlichen Themen veröffentlicht.
Im Umfeld von Seniorweb entstanden mehrere dezentrale Regionalgruppen und weitere Gruppen, die eigene Anlässe und Angebote wie Workshops, Ausflüge, Besichtigungen und Vorträge organisieren und anbieten. Von diesen Regionalgruppen sind nach der Neuausrichtung der Plattform nur die Gruppen in Bern, Basel, im Zürcher Oberland und der Ostschweiz unabhängig weiter aktiv.

## Newsletter und Markenfamilie
Seit 2014 verschickt Seniorweb einen wöchentlichen Newsletter an über 7500 Abonnenten mit Informationen zu den neusten Beiträgen und Angeboten auf der Website. Weiter ist Seniorweb zusammen mit dem Zürcher Rentner- und Seniorenverband ZRV seit 2015 Mitherausgeber des viermal jährlich erscheinenden Printmagazins seniorin, das die rund 12'000 Abonnenten mit verwandten Themen wie die Website versorgt.
Seit Frühling 2017 sind die verschiedenen Angebote (Website, Lerncenter, Newsletter, Printmagazin) in der Markenfamilie «seniorweb – seniornews – seniorin – seniorlearn» mit einheitlichem Auftritt zusammengefasst, welche die ältere Generation mit unterschiedlichen Informations- und Nutzungsbedürfnissen bedient.

## Kritik
Im Jahr 2014 gab es eine Neulancierung der Seniorweb-Website, die von einigen Benutzern heftig kritisiert wurde. Daraufhin trennten sich einige Regionalgruppen von Seniorweb und erstellten eigene Websites.